# Valenciennes FC
Valenciennes Football Club (poznatiji kao "Valenciennes FC" ili kao "USVA", akronim od prijašnjeg imena) francuski je nogometni klub koji dolazi iz istoimenog grada Valenciennes sa sjevera Francuske. Klub je osnovan 1913. godine. Valenciennes FC od 2004. godine započinje relativno brz povratak u Ligue 1. Godine 2005. klub osvaja francusku treću ligu te u sezoni 2005./06. klub ulazi u francusku drugu ligu koju iste sezone osvaja. Nakon toga u sezoni 2006./07. nakon više od jednog desetljeća čekanja, klub se vraća u najelitniji razred francuskog nogometa.
Klub je do 2011. godine igrao na stadionu Stade Nungesser nakon čega se preselio na novi, veći i moderniji Stade du Hainaut.

## Postignuća
- prvaci francuske II. lige: 1971./72., 2005./06.
- prvaci francuske III. lige: 2004./05.
- doprvaci francuske II. lige: 1934./35., 1936./37., 1961./62., 1974./75., 1991./92.
- prvaci francuske IV. lige: 1997./98.
- finalisti francuskog kupa: 1950./51.

## Počeci Valenciennesa FC
Valenciennes FC osnovala je skupina mladih ljudi 1913. godine. Uskoro je započeo Prvi svjetski rat tako da je klub imao trenutne zastoje u radu. Ipak 1916. godine druga grupina ljudi i zaljubljenika u sport izradila je ugovor s direktorima kluba o tome da se izradi "Union Sportive Valenciennes-Anzin" (Sportska Unija Valenciennesa poznatija pod francuskim inicijalima USVA) te da pod tim imenom Valenciennes nastupa u prvenstvu. Pod vodstvom predsjednika M. Lélithouarda, USVA 1933. godine stječe status profesionalnog kluba.

## Vremeplov
- 1913. - Osnovan je Valenciennes Football Club (VFC).
- 1916. - Klub je preimenovan u Union Sportive Valenciennes-Anzin (USVA), te je zadržao to ime do 1996.
- 1933. - USVA postaje profesionalni nogometni klub.
- 1993. - Valenciennes i Olympique Marseille bili su uključeni u skandal namještanja utakmica. Istražna komisija vjerovala je da je predsjednik Marseillea, Bernard Tapie podmitio igrače Valenciennesa. Razlog tome bila je činjenica da je Tapie htio "garantiranu" pobjedu u kojoj se igrači Marseillea ne bi mnogo umarali te bi dobili na vremenu za pripremu momčadi za finale Lige prvaka te godine protiv AC Milana. Oba kluba su izbačena iz prve lige.
- 1994. - Klub je zbog skandala iz prošle sezone izbačen u francusku III. ligu.
- 1996. - USVA prestaje biti profesionalni klub.
- 1996. - Klub mijenja svoje ime USVA (Union Sportive Valenciennes-Anzin) u ono originalno - Valenciennes Football Club.
- 2005. - Nakon devet godina klub opet postaje profesionalan.
- 2005. - Klub ulazi u II. ligu.
- 2006. - Klub ulazi u Ligue 1.

## Veliki igrači u prošlosti kluba
| - Nourredine Kourichi - Jorge Burruchaga - Ivica Osim - Goran Bošković - Joseph Bonnel - Bernard Chiarelli - Dominique Dropsy - Armand Fouillen - Jérôme Foulon - Jacques Glassmann - Bolec Kocik - Hocine Lachaab - Daniel Leclercq - Yves Mangione - Serge Masnaghetti - Daniel Moreira - Jean-Pierre Papin |  | - Louis Provelli - Steve Savidan - Didier Six - David Sommeil - Jean-Pierre Tempet - Pascal Zaremba - Ismaël Pobanonga - Thadée Cisowski - Ignace Kowalczyk - David Regis - Eugène Ekéké - Roger Milla - Kálmán Kovács - Terje Kojedal - Włodzimierz Lubański - Dinca Schileru - Živko Slijepčević |

## Međunarodni uspjesi igrača Valenciennesa FC
- Jorge Burruchaga - nastupao je za Argentinu na Svj. nogometnom prvenstvu 1986. u Meksiku na kojem je Argentina postala svjetski prvak.
- Nourredine Kourichi - nastupao za Alžir na Svj. nogometnim prvenstvima 1982. u Španjolskoj i 1986. u Meksiku.
- Didier Six - posljednji igrač Valenciennesa koji je nastupao za Francusku.
- David Regis - zahvaljujući ženidbi za američku državljanku stekao državljanstvo SAD-a za koji je nastupao na Svj. nogometnom prvenstvu u Francuskoj 1998. godine.
- Thomas Dossevi - nastupao za Togo na Svj. nogometnom prvenstvu 2006. u SR Njemačkoj.

## Treneri kluba kroz povijest
| - Tison (1948. – 1951.) - Parmentier (1951.) - H. Perus (1951.) - Demeillez (1951. – 1953.) - Lemaître (1953.) - Robert Domergue (1953. – 1966.) - G. Robert (1966. – 1970.) - Louis Provelli (1970.) - Robert Domergue (1970. – 1972.) - Jean-Pierre Destrumelle (1972. – 1979.) - Erwin Wilczek (1979. – 1982.) - Léon Desmenez (1983. – 1986.) - Daniel Leclercq (1986. – 1987.) - Victor Zvunka (1987. – 1988.) - Georges Peyroche (1988. – 1991.) - Francis Smerecki (1991. – 1992.) - Boro Primorac (1992. – 1993.) |  | - Bruno Metsu (1993. – 1994.) - Robert Dewilder (1994. – 1996.) - Ludovic Batelli (1996. – 2000.) - Didier Ollé-Nicole (2000. – 2003.) - Daniel Leclercq (2003. – 2005.) - Antoine Kombouaré (2005. – 2009.) - Philippe Montanier (2009. – 2011.) - Daniel Sanchez (2011. – 2013.) - Ariël Jacobs (2013. – 2014.) - Bernard Casoni (2014. – 2015.) - David Le Frapper (2015.) - Nicolas Rabuel (2016.) - Faruk Hadžibegić (2016. – 2017.) - Nicolas Rabuel (2017.) - Réginald Ray (2017. – 2019.) - Olivier Guégan (2019. -) |

## Zanimljivosti
- Najveća posjećenost (rekord): 21.268 gledatelja na utakmici protiv CS Sedana 14. ožujka 1951. godine
- Službena adresa kluba je: 43 bis Avenue de Reims, 59300 Valenciennes.
- U videoigri FIFA 06, Valenciennes je rangiran s jednom do dvije zvjezdice.

## Vanjske poveznice
- (fr.) Službena web stranica kluba  Arhivirana inačica izvorne stranice od 3. rujna 2011. (Wayback Machine)